# Daulis
|  | Aquest article tracta sobre la ciutat antiga. Si cerqueu la ciutat moderna, vegeu «Dàulia». |

Daulis (grec antic: Δαυλίς, Daulís) o Dàulia (grec antic: Δαυλία, Daulia) fou una antiga ciutat de la Fòcida a la frontera amb Beòcia, al camí entre Orcomen i Queronea fins a Delfos. El seu nom derivaria de la nimfa Daulis, filla de Cefís.
Homer ja l'esmenta com una ciutat de la Fòcida juntament amb Crissa i Panopeu al Catàleg de les naus. La mitologia la fa residència del rei de Tràcia, Tereu, que es va casar amb Procne, filla de Pandíon rei d'Atenes.
Va ser destruïda pels perses durant la invasió de Xerxes I de Pèrsia, segons Heròdot, i altra vegada per Filip II de Macedònia al final de la guerra sagrada, però sempre reconstruïda diu Pausànies. Tenia una posició mot sòlida a la cimera d'un turó i estava molt ben fortificada. La ciutat tenia un temple dedicat a Atena, i a la rodalia, a un lloc anomenat Tronis, una capella dedicada a un heroi de nom Arquègetes. Pausànies també diu que els habitants de Daulis eren poc nombrosos, però que superaven a tots els altres focis en força i estatura.
El nom s'ha conservat en la moderna vila de Dàulia, a la vora d'un riu anomenat Platanià, que desaigua al Cefís. La vila té a prop el monestir de Jerusalem.